# Kilmoganny
Kilmoganny est un village en Irlande, situé dans le comté de Kilkenny.